# Pamela Voorhees
Pamela Sue Voorhees blev genom ett förbiseende namnet på modern till den fiktive seriemördaren Jason Voorhees i Fredagen den 13:e-filmserien. I den första Fredagen den 13:e-filmen heter rollfiguren bara Mrs Voorhees, hennes fullständiga namn nämndes inte förrän i filmen Friday the 13th: The Final Chapter. Rollen spelades av Betsy Palmer i de två första filmerna.
Sekvensen där namnet Pamela Sue Voorhees syns på en gravsten i den fjärde filmen hade inte behövt ställa till filmseriens haltande tidslinje, om man hade tänkt sig möjligheten att Pamela Sue Voorhees inte var identisk med Jasons mor, Mrs Voorhees, utan någon spännande släkting som man så småningom kunde ha fått se i en "prequel" vad hon egentligen hade gjort som ledde till hennes död året innan händelserna i den första filmen.
I den nionde filmen i serien, Jason Goes to Hell: The Final Friday nämns dock Jasons mor uttryckligen vid namnet Pamela, och därmed är vi fast vid Pamela som hennes förnamn, och att händelserna i den första filmen tvunget måste ha inträffat 1979 i stället för 1980 (den kom ut 1980 och angavs utspelas "Friday, June 13, Present day" och 13 juni var en fredag, vilket det följaktligen inte var 1979).

## Livshistoria
Vissa tror felaktigt att det var sonen Jason som utförde morden i alla Fredagen den 13:e-filmerna, men i själva verket var det Mrs Voorhees som utförde de nio första morden. Motivet till morden skulle kunna beskrivas som hämnd för sin sons död. Trots hans missbildning älskade hon honom ömt.
Mrs Voorhees (född 1930) arbetade som köksa på sommarlägret Camp Crystal Lake den dagen sommaren 1957 när Jason drunknade i sjön Crystal Lake. Hon beskyllde lägerledarna för hans död, då några av dem hade sex istället för att övervaka ungdomarna. Ett år efter händelsen dödade hon två av lägerledarna, vilket föranledde att lägret fick läggas ner. Det gjordes flera misslyckade försök att starta lägret igen. 1979 gjorde Steve Christy ett sista försök att starta upp lägret igen. Det slutade med att Mrs. Voorhees över en natt mördade flera lägerföreståndare, inklusive Steve Christy. En enda människa klarade sig, en ung flicka. Mrs. Voorhees försökte då lura till sig flickan genom att spela en rar gammal dam, men hennes riktiga jag bröt igenom när hon började prata om Jason och bedrövelsen efter sonens död. Hon blev plötsligt komplett galen och anklagade den unga flickan för att vara ansvarig för sonens drunkning och började attackera henne. Flickan flyr över lägerområdet och blir till slut tvungen att försvara sig med hjälp av Mrs. Voorhees machetekniv och hugger huvudet av henne. Två månader senare hämnades Jason sin mors död genom att söka upp flickan och döda henne.

## Livet efter döden
Trots att Pamela Voorhees inte får åtnjuta evigt liv som sin son, återkommer hon i flera efterföljande filmer. I den andra filmen dyker rollfiguren upp (även denna gång spelad av Betsy Palmer) i slutscenen när Jason ser sin mamma tala till honom, fast det i själva verket är rollfiguren Ginny som försöker lura Jason. Pamela Voorhees ses igen i den tredje filmen (porträtterad av en okänd skådespelerska) i en mardröm som den enda överlevande Chris Higgins har. Mrs. Voorhees dyker slutligen upp i Freddy vs. Jason-filmen (denna gång spelad av Paula Shaw) då hon befaller sin son att mörda barnen på Elm Street. Det visar sig emellertid att det är Freddy Krueger som är utklädd till Mrs. Voorhees.